# ديفيد هنت (مجدف)
ديفيد هنت (بالإنجليزية: David Hunt)‏ هو مجدف جنوب أفريقي، ولد في 1 فبراير 1991 في بريتوريا في جنوب أفريقيا.

## وصلات خارجية
- دايفيد هنت على موقع الاتحاد الدولي للتجديف (الإنجليزية)
- دايفيد هنت على موقع اللجنة الأولمبية الدولية (الإنجليزية)
- دايفيد هنت على موقع أوليمبيديا (الإنجليزية)